# Mount Westmore
Mount Westmore — американський хіп-хоп супергурт, створений наприкінці 2020 року. Гурт складається з каліфорнійських реперів Snoop Dogg, E-40, Too Short і Ice Cube.

## Історія
Репери Too Short і E-40 випускають спільні пісні з середини 1990-х років, а в 2012 році вийшли їхні перші спільні альбоми: History: Function Music; History: Mob Music.
Невдовзі після цього вони почали обговорювати план створення супергурту, але проект так і не був реалізований до грудня 2020 року.
|  |  |  |  |
|  |  |  |  |

У квітні 2021 року гурт Mount Westmore виконав пісню «Big Subwoofer» під час бою Джейк Пол (Jake Paul) — Бен Аскрен (Ben Askren). Сингл «Big Subwoofer» офіційно вийшов 20 жовтня 2021 року разом із музичним кліпом.
11 жовтня Ice Cube оголосив дату релізу синглу «Too Big», який вийшов 21 жовтня. 
У середині 2022 року через блокчейн був випущений дебютний альбом гурту, Bad MF's. 9 грудня 2022 року альбом був перевипущений під новою назвою Snoop Cube 40 $hort, та включав неопубліковані треки, які не були представлені в альбомі Bad MF's. Альбом був випущений на всіх цифрових платформах та на компакт-диску. 

## Дискографія

### Студійні альбоми
| Назва               | Інформація про альбом                                                                   | Пікові позиції в чартах |
| Назва               | Інформація про альбом                                                                   | US                      |
| ------------------- | --------------------------------------------------------------------------------------- | ----------------------- |
| Snoop Cube 40 $hort | - Реліз: 9 грудня, 2022 - Лейбл: MNRK Music Group, Mount Westmore - Формат: Digital, CD | 188                     |

### Сингли
| Назва                 | Рік  | Пікові позиції в чартах | Альбом                 |
| Назва                 | Рік  | NZ Hot                  | Альбом                 |
| --------------------- | ---- | ----------------------- | ---------------------- |
| "Big Subwoofer"       | 2021 | 16                      | Snoop, Cube, 40, $hort |
| "Too Big [with P-LO]" | 2022 | 3                       | Snoop, Cube, 40, $hort |